# 121719 Georgeshaw
121719 Georgeshaw è un asteroide della fascia principale. Scoperto nel 1999, presenta un'orbita caratterizzata da un semiasse maggiore pari a 3,1333464 UA e da un'eccentricità di 0,1654274, inclinata di 12,77982° rispetto all'eclittica.